# Shadow Knight (Marvel Comics)
Shadow Knight, identità segreta di Randall Spector, è un supercriminale dei Marvel Comics, fratello e avversario di Moon Knight.

## Storia editoriale
Randall Spector appare per la prima volta in Hulk! Magazine n. 17 nell'ottobre 1979, come un misterioso serial killer di infermiere noto come Hatchet Man, che viene affrontato e ucciso da Moon Knight. Successivamente, l'artista Howard Mackie ha fatto tornare il personaggio spiegando che l'Hatchet Man ucciso era un impostore. Durante il crossover Shadowland di Gregg Hurwitz e Ron Garney, una serie limitata di tre numeri, Randall compare nuovamente, contrastato da Marc.

## Biografia del personaggio
Randall Spector nasce a Chicago, nell'Illinois, come figlio di Elias Spector, un rabbino sopravvissuto all'Olocausto. È il fratello di Marc Spector (maggiore o minore a seconda delle versioni) e i due crescono insieme giocando spesso alla guerra. A loro insaputa, i bambini vengono scelti entrambi dal dio egizio della luna Khonshu affinché possano fargli da avatar in futuro. Quando Marc diventa un marines, Randall lo imita e successivamente diventano mercenari nel nord Italia. Diventato particolarmente aggressivo, Randall uccide Lisa, la fidanzata infermiera del fratello; Marc insegue Randall e lo affronta in uno scontro, durante il quale lancia una granata nella postazione da cecchino del fratello, apparentemente uccidendolo. Randall in realtà sopravvive e torna a New York preda di una follia omicida, che sfoga uccidendo numerose infermiere con un'accetta. Marc, ora nei panni di Moon Knight, usa la sua ragazza, Marlene, come esca, ma non riesce a impedire il ferimento della donna. Nello scontro che ne segue, Randall cade sul ramo di un albero e viene pugnalato.
In seguito si scopre che il killer non era il vero Randall, ma un impostore sottoposto al lavaggio del cervello: Randall è un membro del Culto di Khonshu ed è stato misticamente potenziato con una pelle impenetrabile e forza sovrumana dalla principessa Nefti.
Durante gli eventi di Shadowland, Randall ritorna nei panni di Shadow Knight, ritenendo di essere il prossimo avatar di Khonshu sulla Terra; possiede praticamente tutti i poteri di Moon Knight, oltre che essere in grado di sparare raggi radioattivi dagli occhi. Randall attacca Marlene mentre è incinta per sfidare ulteriormente Marc; i due fratelli si incontrano a New Orleans in quanto stanno cercando entrambi un manufatto magico e Moon Knight è costretto a uccidere Randall per salvare degli ostaggi.
Shadow Knight torna in Strange n. 4 come non-morto sotto la direzione del Blasphemy Cartel, avversari di Clea. 

## Poteri e abilità
Grazie ai "trattamenti lunari" di Nefti, Shadow Knight possiede una forza e resistenza sovrumani, sebbene i suoi organi interni rimangano invariati. La sua esperienza di mercenario e marine gli hanno fornito una vasta formazione in tattiche di spionaggio e combattimento militare, sebbene tali abilità vengano fortemente minate dopo la sua discesa nella follia. 

## In altri media
Randall compare nella miniserie Moon Knight del Marvel Cinematic Universe, interpretato da Claudio Fabian Contreras; in questa versione, Randall è il fratello minore di Marc e morì annegato in una caverna allagata da un'alluvione in cui lui e Marc stavano giocando da bambini. La madre, caduta in depressione per l'accaduto, accusò Marc della morte del fratello e lo sottopose a violenze fisiche e verbali che portarono il bambino, già traumatizzato, a sviluppare un disturbo dissociativo dell'identità, affinché l'identità di Steven Grant lo proteggesse dagli abusi.